# Kraftstoff
Ein Kraftstoff (auch Treibstoff) ist ein Brennstoff, dessen chemische Energie durch Verbrennung in Verbrennungskraftmaschinen (Verbrennungsmotor, Gasturbine, …) und Raketentriebwerken in mechanische Energie umgewandelt wird.
Kraftstoffe werden überwiegend zum Antrieb von Fortbewegungsmitteln (Kraftfahrzeug, Flugzeug, Schiff, Rakete) verwendet. Da sie jeweils mittransportiert werden müssen, werden häufig Stoffe mit einer hohen Energiedichte eingesetzt. Aber auch stationäre Verbrennungsmotoren werden mit ihnen betrieben.
Bei der Verbrennung wird als Oxidator meist der Luft-Sauerstoff verwendet, teils, vor allem bei Raketen, aber auch ein eigener Oxidator wie verflüssigter Sauerstoff, Lachgas oder Salpetersäure.

## Nomenklatur
Die Abgrenzung des Begriffes Kraftstoff zu dem Begriff Treibstoff ist nicht durchgängig einheitlich geregelt:
- Als Kraftstoff wird normalerweise ein Stoff bezeichnet, der zur direkten Verbrennung in einer Verbrennungskraftmaschine genutzt wird. Besonders gängig ist der Begriff im Bereich der Kraftfahrzeugtechnik.
- Als Treibstoff wird normalerweise ein Stoff bezeichnet, der zum Antrieb eines Fortbewegungsmittels, seltener auch einer stationären Maschine, verwendet wird. Somit schließt der Begriff die Kraftstoffe mit ein. Besonders gängig ist der Begriff Treibstoff im Bereich der Schifffahrt und der Luft- und Raumfahrt.

In den meisten anderen Sprachen gibt es die Unterscheidung so nicht. So bedeutet z. B. im Englischen der Begriff fuel allgemein Brennstoff. Dies schließt Kraftstoffe (manchmal motor fuel genannt) und Treibstoffe (manchmal propellant genannt) mit ein.
Nicht als Kraftstoff bezeichnet werden üblicherweise Stoffe, die zwar als Energieträger für einen Antrieb dienen, bei denen aber keine chemische Energie freigesetzt wird, z. B. Wasser für eine Wasserturbine oder Uran für den Kernreaktor eines Nuklearantriebs.

## Arten von Kraftstoffen

### Flüssige Kraftstoffe
- Kerosin, Motorpetroleum bzw. Petroleum
- Benzin (Ottokraftstoff)
- Zweitaktgemisch (Ottokraftstoff mit Ölzusatz)
- AvGas (Flugbenzin) / MoGas (Ottokraftstoffe für Otto- oder Wankel-Flugmotoren)
- Benzin-Benzol-Gemisch (Bibo) (Ottokraftstoff)
- Dieselkraftstoff
- Marinedieselöl
- Biodiesel
- XtL-Kraftstoffe, darunter GtL-Kraftstoff (Gas-to-Liquid), BtL-Kraftstoff (Biomass-to-Liquid) und CtL-Kraftstoff (Bsp.: Leuna-Benzin (Coal-to-Liquid))
- Emulsionskraftstoff (meist Wasser in Diesel, zur Schadstoffminderung durch Temperaturabsenkung)
- Leichtbenzin
- Alkylatbenzin
- Ethanol-Kraftstoff, darunter Bioethanol und Cellulose-Ethanol
- Butanol, darunter Biobutanol
- Flüssigerdgas (auch: LNG Liquified Natural Gas)
- Flüssiges Biomethan (auch: LBM – Liquified Biomethane, Bio-LNG)
- komprimiertes (verflüssigtes) Power-to-Gas-Brenngas (Hauptbestandteil Methan)
- Flüssiggas (Hauptbestandteile Propan/Butan-Gemisch, auch: Autogas, Campinggas, LPG bzw. Liquified Petroleum Gas)
- Methanol
- Pflanzenöl
- Hydriertes Pflanzenöl
- Schweröl
- Benzol
- Gasöl
- Nitromethan

### Gasförmige Kraftstoffe
- Erdgas – auch: Methan, CNG (Compressed Natural Gas) oder LNG (Liquid Natural Gas)
- Wasserstoff, darunter Biowasserstoff
- Ammoniak
- Kompogas
- Biogas
- Methan – auch: Erdgas, darunter Biomethan
- Ethan
- Dimethylether
- Holzgas
- Deponiegas
- Blaugas

### Feste Kraftstoffe
- Festbrennstoffe (zum Beispiel für Antriebe von Feststoffraketen)

## Verfahren zur Herstellung oder Gewinnung von Kraftstoffen
- Kohlevergasung
- Holzvergasung
- Elektrolyse (für Wasserstoffherstellung)
- Steam-Reforming zur Herstellung von Wasserstoff aus Kohlenwasserstoffen, wie beispielsweise Biomasse
- Power-to-Ammonia
- Erdölraffinerie
- Kohleverflüssigung
- Gas-to-Liquids
- Alkoholische Gärung
- Ölmühle
- Methanolsynthese aus Erdgas bzw. Synthesegasen oder aus recycletem CO2 in Kombination mit Wasser, siehe Methanolwirtschaft
- Fraktionierte Destillation
- Umesterung
- Biogasaufbereitung

## Vergleich von Kraftstoffen
Für die Reichweite eines Fahrzeugs sind neben dem Wirkungsgrad seiner Aggregate u. a. das Volumen des Tanks und die darin gespeicherte Energie ausschlaggebend. Der physikalische Vergleich der Heizwerte (kWh pro m³) zeigt, dass flüssige Treibstoffe hinsichtlich ihrer Energiedichte optimal sind. Bei Gasen hängt der Energiegehalt stark vom Druck ab.
| Name                   | Aggregatzustand         | Dichte in kg/m³ | Heizwert in kWh/kg | Heizwert pro Volumeneinheiten |
| ---------------------- | ----------------------- | --------------- | ------------------ | ----------------------------- |
| Wasserstoff            | gasförmig (Normaldruck) | 0,09            | 33,3               | 3 kWh/m³                      |
| Wasserstoff            | gasförmig (20 MPa)      |                 | 33,3               | 530 kWh/m³                    |
| Wasserstoff            | flüssig                 | 70,8            | 33,3               | 2351 kWh/m³                   |
| Erdgas H-Gas (CNG/GNV) | gasförmig (Normaldruck) | 0,81            | 13,0               | 10,5 kWh/m³                   |
| Erdgas L-Gas (CNG/GNV) | gasförmig (Normaldruck) | 0,82            | 11,3               | 9,3 kWh/m³                    |
| Erdgas                 | gasförmig (20 MPa)      |                 | 12,0               | 2580 kWh/m³                   |
| Autogas („Flüssiggas“) | flüssig                 | 540             | 12,8               | 6966 kWh/m³                   |
| Superbenzin            | flüssig                 | 748             | 11,4               | 8527 kWh/m³                   |
| Methanol               | flüssig                 | 787             | 5,53               | 4352 kWh/m³                   |
| Ethanol                | flüssig                 | 789             | 7,43               | 5862 kWh/m³                   |
| Benzin-Benzol-Gemisch  | flüssig                 | 796             | 11,6               | 9300 kWh/m³                   |
| Diesel                 | flüssig                 | 833             | 11,9               | 9912 kWh/m³                   |
| Benzol                 | flüssig                 | 879             | 11,1               | 9756 kWh/m³                   |
| Pflanzenöl             | flüssig                 | 918             | 10,4               | 9547 kWh/m³                   |

1. 1 2  Für komplexe Stoffgemische sind Durchschnitts- bzw. Mittelwerte angegeben.
2. ↑  Berechnet aus dem jeweiligen bequellten Wert nach {\displaystyle m=V\cdot \rho } wenn nicht anders angegeben.

Die Möglichkeit, einen Treibstoff in einem Motor einzusetzen, hängt nicht nur von dessen Brennwert ab, sondern auch von der Auslegung des Motors und seiner Treibstoffzufuhr, den jeweiligen chemischen und physikalischen Eigenschaften des Treibstoffes und der ihm beigemischten Additive. Beispielsweise können sich Ventile und Ventilsitze, die für die Verbrennung von Benzin ausgelegt worden sind, bei Betrieb mit Erdgas oder Autogas (keine Beimischung von Additiven) schneller abnutzen, weshalb Fahrzeughersteller ihre Erdgasfahrzeuge mit speziellen für Erdgasbetrieb ausgelegten Motoren ausstatten.
Darüber hinaus werden Kraftstoffe nach dem Zündungsprinzip unterschieden, ob also Selbstzündung (Dieselmotor) oder Fremdzündung (Ottomotor) verwendet wird.
Ein weiterer wichtiger Diskussionspunkt bei der Verwendung alternativer Kraftstoffe ist die Frage,
ob er sich in die bestehende Infrastruktur eingliedern lässt oder eine neue Infrastruktur erfordert.
Besonders günstig in dieser Hinsicht sind alternative Kraftstoffe, die sich den bestehenden konventionellen Kraftstoffen aus fossilen Kohlenwasserstoffen beimischen lassen.
Der Beimischungsanteil lässt sich dann „infrastrukturneutral“ allmählich anheben.
Ein entscheidender Aspekt bei der Bewertung der Kraftstoffe (konventioneller wie alternativer Kraftstoffe) ist die Kostensituation für den Verbraucher.
Die Kraftstoffkosten sind stark von der nationalen Besteuerung abhängig und variieren je nach Land erheblich (siehe unten „Kraftstoffpreisentwicklung“).

## Alternative Kraftstoffe
Als Alternative Kraftstoffe werden Kraftstoffe bezeichnet, die herkömmliche aus Mineralöl hergestellte Kraftstoffe ersetzen können. Hierbei wird unterschieden zwischen Kraftstoffen aus fossilen Energieträgern, solchen, die aus biogenen Energieträgern hergestellt sind und vorrangig unter Nutzung erneuerbarer Energien hergestellten Kraftstoffen.

### Alternative Kraftstoffe, die klimaschädlich sind
- Erdgas (CNG) ist seit den 1990er Jahren in Deutschland verfügbar. In Argentinien, Brasilien und Italien fahren bereits Millionen Automobile damit. Der Vorteil von Erdgas liegt wie bei Autogas in der gegenüber Benzin und Diesel saubereren Verbrennung. Natürliches Erdgas ist aber wie Benzin und Diesel auch ein klimaschädlicher Kraftstoff, da bei der Verbrennung CO2 entsteht. Der Hauptbestandteil von Erdgas ist Methan, das klimaschädlich ist, wenn es in die Umwelt gerät, was bei Transport und Verwendung in Motoren häufig geschieht (siehe unten unter Methan).
- Autogas besteht hauptsächlich aus Propan und Butan, die sehr gut zu transportieren sind. Diese Gase fallen bei der Erdgas- und Erdölförderung als „nasses Bohrgas“ sowie bei der Raffinierung von Erdöl (z. B. zur Gewinnung von Benzin oder Diesel) als Nebenprodukt an.

Erdgas und Autogas verbrennen zwar sauberer als Benzin und Diesel, sie sind aber klimaschädlich, da ihre Verbrennung das Treibhausgas CO2 erzeugt, das zur Erderwärmung beiträgt.

### Alternative Kraftstoffe, die auch aus regenerativen Energiequellen hergestellt werden können
- Methan und methanhaltige Kraftstoffe wie z. B. Erdgas, Biogas, LNG oder Bio-LNG sind als alternative Kraftstoffe problematisch, da Methan sowohl bei der Herstellung als auch bei Lagerung, dem Transport und der Nutzung als Kraftstoff häufig unverbrannt als Treibhausgas in die Umwelt entweicht[13][14] wo es etwa 20 bis 25 mal klimaschädlicher als CO2 ist (nach manchen Quellen bis zu über 70 mal schädlicher). In Motoren kommt es häufig zum sogenannten Methanschlupf, bis zu ca. 2 % des Methans werden nicht verbrannt und treten als umweltschädliches Treibhausgas in die Atmosphäre aus. Auch wenn Methan, das mit Hilfe von erneuerbaren Energien hergestellt wird, eigentlich klimaneutral wieder in Energie umgewandelt werden kann, ist die Verwendung in Schiffsmotoren daher i. d. R. klimaschädlicher als Diesel.[15] In manchen Zweitaktmotoren soll dieses Problem nicht auftreten.[16] Auch bei der Herstellung von methanbasierten Kraftstoffen ist Methanschlupf problematisch und soll bis zu 8 % betragen.[17][18][19]
- Wasserstoff (siehe Hauptartikel Wasserstoffantrieb) lässt sich mit Verbrennungsmotoren oder Brennstoffzellen nutzen, ist allerdings als Naturstoff nicht direkt gewinnbar und ist weder kostengünstig zu speichern noch zu transportieren. Die Wasserstoffherstellung kann auf verschiedene Weise klimaneutral oder klimaschädlich geschehen. Wasserstoff kann z. B. aus Wasser (H2O) mittels Elektrolyse gewonnen werden, was nur dann klimaneutral ist, wenn der dazu benötigte Strom auch klimaneutral produziert wird. Kostengünstiger ist allerdings die Gewinnung durch direkte chemische Umwandlung von Erdgas nach dem Steam-Reforming-Verfahren, das allerdings klimaschädlich ist, da dann CO2 entsteht. Im Kværner-Verfahren kann aus Kohlenwasserstoffen wie Erdöl, Erdgas oder Methan Wasserstoff und reiner Kohlenstoff erzeugt werden. Solange der Kohlenstoff in der weiteren Verwendung nicht klimaschädlich umgewandelt würde, wäre dies ein Verfahren, um Erdöl und Erdgas klimafreundlich zu verwenden. Insgesamt ist der Aufwand zur Bereitstellung der Antriebsenergie für Kraftfahrzeuge hoch, die Well-to-Tank-Effizienz in Folge gering.
- Methanol ist klimafreundlich und kann u. a. mit elektrischer Energie hergestellt werden[20][21] und in Brennstoffzellen oder als Brennstoff u. a. in Verbrennungsmotoren zum Einsatz kommen. Auch die Produktion von erneuerbarem Methanol aus Hausmüll wird bereits wirtschaftlich angewandt.[21] Es verbrennt an der Luft sauber zu Kohlendioxid und Wasser.[22] Methanol wird von manchen Fachleuten als möglicher klimaneutraler Kraftstoff insbesondere für den Schwerlastverkehr und die Schifffahrt gesehen.[23][24] Der Kraftstoff Methanol (M100) ist bereits genormt. In China wird Methanol bereits als Kraftstoff in Pkw und Lkw genutzt.[25] In Schweden wird eine Autofähre mit Methanol betrieben.[26] Methanol eignet sich eventuell auch als Zwischenspeicher in Fahrzeugen, die mit Wasserstoffbrennstoffzellen angetrieben werden.[27] Methanol kann auch in Benzin umgewandelt und Polyoxymethylendimethylether als Kraftstoff, kurz OME, gewonnen werden. An der Pennsylvania State University war 1999 ein Verfahren entwickelt worden, mittels eines Katalysators Methan bei weniger als 100 °C in Methanol umzuwandeln.[28] (siehe auch: Methanolwirtschaft)
- Polyoxymethylendimethylether kurz OME (mit n zwischen 3 und 5) können als Dieselkraftstoffkomponenten oder vollständige Alternative[29] zum Dieselkraftstoff verwendet werden.[30][31][32][33][29] Sie bewirken dabei eine Minderung der Rußemissionen während des Verbrennungsprozesses.[34] Die Produktionskosten für die Herstellung von OME sind vergleichbar mit der Herstellung von Dieselkraftstoff.[35] Der Primärrohstoff zur Herstellung von OME ist Methanol, das sowohl aus konventionellem Erdgas, als auch regenerativ aus COx und Wasserstoff hergestellt werden kann. Auch andere Ether werden auf ihre Eignung in Kraftstoffen untersucht.
- Ammoniak ist klimafreundlich und kann als Kohlenstoff-freier Brennstoff mit elektrischer Energie hergestellt werden, und u. a. in Verbrennungsmotoren oder in Brennstoffzellen zum Einsatz kommen. Vorteil ist der flüssige Aggregatzustand bei geringer Kühlung bzw. der geringe Druck flüssigen Ammoniaks bei Raumtemperaturen. Praktische Anwendungen befinden sich (Stand 2020) noch im Labormaßstab. In den USA wurden aber schon in den 1870er Jahren Straßenbahnen mit Ammoniak angetrieben und im Zweiten Weltkrieg in Belgien Busse.[15] In Verbrennungsmotoren von PKWs wird Ammoniak aber wohl voraussichtlich nicht zum Einsatz kommen, da es zu giftig ist. Sofern das Ammoniak aus erneuerbaren Energien gewonnen wird, ist es ein klimaneutraler Kraftstoff. Der Vorteil gegenüber Wasserstoff liegt in der einfacheren Transportmöglichkeit. Der Nachteil liegt in der potentiellen Giftigkeit, wobei Vergiftungen aufgrund des unangenehmen Geruchs selten vorkommen sollen, sowie im Ammoniakschlupf, also von geringen Mengen die ungenutzt im Abgas verkommen, an dessen Beseitigung derzeit geforscht wird[36] und der aber im Gegensatz zum Methanschlupf nicht klimaschädlich ist.[15] Hersteller bieten auch bereits Ammoniakschlupfkatalysatoren an, die den Schlupf zu unschädlichen Produkten Stickstoff (N2) und Wasser (H2O) oxidieren können sollen.[37] Da Ammoniak sehr häufig z. B. als Dünge- oder umweltfreundliches Kältemittel eingesetzt wird, ist die Herstellung von Ammoniak weit verbreitet, derzeit sollen hierfür weltweit etwa 2 – 3 % des gesamten gewerblichen Energiebedarfs aufgewendet werden.[38] Werden dabei keine erneuerbaren Energien eingesetzt, fallen pro Tonne Ammoniak etwa 1,5 Tonnen klimaschädliches CO2 an.[38] siehe auch: Power-to-Ammonia

Unter dem Begriff Elektrokraftstoffe (engl. Electrofuels; kurz: E-Fuels) wird eine Reihe von alternativen Kraftstoffen zusammengefasst, die mit Hilfe von elektrischer Energie hergestellt werden (z. B. Wasserstoff, Ammoniak, Methan). Die Vorteile gegenüber mittels Akku betriebenen Fahrzeugen sind, dass i. d. R. bei gleichem Gewicht deutlich mehr Energie als in einem Akku gespeichert werden kann, dass keine Akkus produziert werden müssen, dass ein Tank i. d. R. viel schneller befüllt werden kann als ein Akku aufgeladen, und dass die Kraftstoffe auch z. B. mittels Solarenergie in entfernten Wüstenregionen produziert werden könnten. Der Nachteil gegenüber akkubetriebenen Fahrzeugen liegt in dem stets deutlich geringeren Gesamtwirkungsgrad. So benötigen mit Power-to-Liquid-Treibstoffen betriebene Autos mit Verbrennungsmotor etwa vier- bis sechsmal so viel Energie wie batterieelektrische Fahrzeuge, wobei allerdings die sehr energieaufwändige Batterieproduktion nicht eingerechnet ist. Aufgrund dieser Eigenschaften empfahl der Sachverständigenrat für Umweltfragen 2017 in einem Gutachten, den Einsatz von strombasierten synthetischen Brennstoffen vor allem auf den Flug- und Schiffsverkehr zu beschränken, um den Stromverbrauch nicht zu sehr ansteigen zu lassen.  Dieser Nachteil entfällt, wenn die Kraftstoffe mittels erneuerbaren Energien im Ausland, z. B. in Wüstenregionen, zu konkurrenzfähigen Preisen produziert werden könnten. Eine 2018 veröffentlichte Dokumentation der Wissenschaftliche Dienste des Deutschen Bundestages führt aus: „Die Kosten für E-Fuels sind derzeit noch hoch (bis zu 4,50 € pro Liter Dieseläquivalent). Ein Zielkostenniveau von ca. 1 € pro Liter Dieseläquivalent erscheint mit Importen aus Regionen mit hohem Angebot an Sonne und/oder Wind aus heutiger Perspektive erreichbar.“ Der Preis ist wohl ohne Energiesteuer, die derzeit 65,45 ct pro Liter Benzin beträgt, sowie ohne Umsatzsteuer von 19 %. Insgesamt betrüge der Preis also voraussichtlich ca. 2,-- Euro, so die Besteuerung nicht anders ausfällt.
Um klimaneutral zu sein, sollten Elektrokraftstoffe sinnvollerweise auf regenerativem Weg, also z. B. in Solar-, Wind- oder Wasserkraftwerken, gewonnen werden. Mittels Elektrolyse von Wasser wird Wasserstoff erzeugt, der entweder direkt als Kraftstoff (z. B. für Brennstoffzellenfahrzeuge) verwendet werden kann oder mit CO2 zu unterschiedlichen gasförmigen („Power-to-gas“) oder flüssigen („Power-to-liquid“) Kohlenwasserstoffen reagieren kann; auf diesem Weg lassen sich Kraftstoffe herstellen, die in konventionellen Verbrennungsmotoren eingesetzt werden können. Dies bietet die Möglichkeit, auch den Langstreckenverkehr weitgehend CO2-neutral anzutreiben, für den aktuell noch keine tragfähigen Elektrifizierungskonzepte bestehen.

### Alternative Kraftstoffe, die aus Pflanzen hergestellt werden können
- Ethanol-Kraftstoff (Bio-Ethanol) wird aus Zuckerrüben, Zuckerrohr oder Weizen gewonnen. Seit 2005 wird es in Deutschland in geringen Mengen dem normalen Benzin beigemischt. In Brasilien fahren viele Automobile damit, siehe Flexible Fuel Vehicle. Verfahren zur Gewinnung von Cellulose-Ethanol aus pflanzlicher Biomasse befinden sich in der Entwicklung.
- Biodiesel wird aus mit Methanol veresterten Pflanzenölen (vorwiegend Rapsöl) hergestellt. Da Biodiesel unter Umständen Dichtungen und Schläuche im Kraftstoffsystem angreift, müssen Motoren dafür geeignet sein bzw. umgerüstet werden. Biodiesel kann eine große Menge Wasser aufnehmen, was zu Korrosionsproblemen an der Einspritzausrüstung führen kann. Er dient auch als Beimischung zu normalem Dieselkraftstoff; der Anteil ist so begrenzt, dass auch nicht umgerüstete Dieselmotoren mit diesem Gemisch betrieben werden können. Nachteilig ist der hohe Aufwand zur Herstellung und die Ineffizienz bzw. Lebens-/Futtermittelkonkurrenz bei der Flächennutzung.
- Biogas kann für stationäre Motoren und zu Heizzwecken in der Nähe der Erzeugeranlagen eingesetzt werden, aber auch Erdgasfahrzeuge können damit betankt werden. Für die Verwertung von Biogas ist der potentiell klimaschädliche Methananteil am wichtigsten. Zu den Nachteilen siehe daher unten unter „Methan“.
- Biokerosin ist ein Luftfahrtkraftstoff, der auf Basis hydrierter Pflanzenöle wie Raps-, Palm- oder Jatrophaöl oder aus Algen hergestellt wird. Das Präfix Bio- weist hier nicht auf eine Herkunft aus ökologischer Landwirtschaft hin, sondern auf den pflanzlichen (biologischen) Ursprung. Biokerosin, das bestimmten Nachhaltigkeitskriterien entspricht, kann als biobasiertes Sustainable Aviation Fuel (SAF) bezeichnet werden.
- BtL-Kraftstoff (Biomass to Liquid) wird auch unter dem Markennamen SunDiesel vertrieben. Er wird aus Biomasse, wie z. B. Holz oder Stroh gewonnen. BtL befindet sich noch in der Erprobungsphase und hat noch einen großen Forschungsbedarf. Bei ihm können alle Bestandteile der Pflanze genutzt werden und er besitzt eine hohe Energiedichte. Auch konventionelle Dieselfahrzeuge können damit fahren. Eine Gesamtenergiebilanz der BTL-Prozesse liegt derzeit noch nicht vor.
- Reine Pflanzenöle z. B. aus Raps, Sonnenblume oder Leindotter, auch „Pöl“ oder Naturdiesel genannt, können als Kraftstoff in Dieselmotoren eingesetzt werden. Insbesondere die höhere Viskosität gegenüber Dieselkraftstoff führt dazu, dass zum dauerhaften Betrieb von Dieselmotoren mit Pflanzenöl eine Anpassung des Kraftstoff- und Einspritzsystems notwendig wird. Pflanzenöle neigen unter Lufteinfluss zum Verharzen und können im Winter erstarren. Nachteilig ist die geringe Ausnutzung der Sonnenenergie und die Lebens-/Futtermittelkonkurrenz bei der Flächennutzung. Ein Vorteil von Pflanzenöl ist das geringe Gefahrenpotential für Mensch und Umwelt (nicht wassergefährdend, kein Gefahrgut, ungiftig, hoher Flammpunkt).
- Holzgas war in den 1940er Jahren eine verbreitete Alternative unter dem Druck von akutem Kraftstoffmangel. In Finnland sind Fahrzeuge mit selbstgefertigten Holzvergasern auch heute noch anzutreffen. Bei dem Verfahren verschwelt normales Holz, oft Holzabfälle, unter Luftabschluss in einem Druckkessel oder zersetzt sich unter Luftmangelverbrennung. Die entstehenden brennbaren Gase (überwiegend Methan bei Luftabschluss, überwiegend Kohlenstoffmonoxid, Wasserstoff und Methan bei Luftmangelzersetzung) werden nach Kühlung und Reinigung einem Motor zugeführt. Stationäre Holzgasanlagen werden zu Heizzwecken und in Kraft-Wärme-Kopplungs-Anlagen eingesetzt.

Wenn für die Kraftstoffe eigens Pflanzen angebaut werden, ist dies problematisch, da die Flächen nicht für die Nahrungsproduktion verwendet werden können und der Erzeuger dazu neigen könnte, deutlich mehr Pestizide und Düngemittel zu verwenden, und somit die Umwelt und die Gesundheit von Anwohnern zu schädigen. Zudem können Naturflächen, etwa Regenwälder, der Produktion zum Opfer fallen. Verfahren, die aus Pflanzen Methan produzieren, sind grundsätzlich klimaschädlich, auch wenn sie nur Pflanzenreste verwenden, die ohnehin anfallen (siehe oben unter „Methan“).

## Umwelt
Die bei der Verbrennung von vielen Kraftstoffen freigesetzten Abgase bewirken Gesundheits- und Umweltschäden wie Sauren Regen und den Treibhauseffekt und somit die globale Erwärmung. Insbesondere Kohlenstoffdioxid, Kohlenstoffmonoxid, Stickoxide, Staub (Ruß), Schwefeldioxid und Kohlenwasserstoffe spielen dabei wichtige Rollen. Das in Vergaserkraftstoffen befindliche Benzol ist krebserregend. Viele Treibstoffe sind giftig und wassergefährdend. Art und Umfang der freigesetzten Schadstoffe sind im Wesentlichen von der Zusammensetzung des Kraftstoffes, der Bauart und der Betriebsweise des Motors sowie der Abgasnachbehandlung (Abgas-Katalysator, Rußfilter) abhängig.
In Deutschland regelt die Verordnung über die Beschaffenheit und die Auszeichnung der Qualitäten von Kraft- und Brennstoffen die Zusammensetzung und Qualität der Kraftstoffe, um die Luftbelastungen zu mindern. Die Verordnung regelt die Beschaffenheit von Otto- und Dieselkraftstoffen, Gasöl, Biodiesel, Ethanol, Flüssiggas, Erdgas, Biogas und Pflanzenölkraftstoff.

## Kraftstoffpreise
Siehe auch: Motorenbenzin, Abschnitt Preise und Markttransparenzstelle für Kraftstoffe